# 情慾按摩院
《情慾按摩院》(菲律賓語:Masahista)是菲律賓電影導演布里蘭特·曼多薩所執導的第一部劇情長片，廣邀參與各地影展，並打開曼多薩在國際上的知名度。

## 劇情
來自邦板牙省的俊秀大男孩依利亞在一家同志按摩店工作，在12月14日燈籠節這天，他的第一位客人是位愛情小說作家，他滿足這位客人的性需求，並和他一起討論小說情節該如何進行；而他在日本酒吧工作的女朋友，則到按摩院外等他下班，想要捍衛依利亞的性掌控權。而後趕回家鄉的依利亞發現和自己並不親的父親因為肝病而過世，因此他幫父親清理屍體、守靈、參加喪禮。

## 獎項
| 獎項                     | 獎項             | 受獎者            | 階段／結果 |
| ------------------------ | ---------------- | ----------------- | ---------- |
| 2005年羅加諾國際影展     | 金豹獎           | 情慾按摩院 菲律賓 | 獲獎       |
| 2006年菲律賓青年影評人獎 | 最佳影片         | 情慾按摩院        | 獲獎       |
| 2006年菲律賓青年影評人獎 | 最佳男演員       | 寇寇·馬汀         | 獲獎       |
| 澳洲布里斯本影展         | Interfaith Award | 情慾按摩院        | 獲獎       |